# آثار الجزائر

الجزائر على الخريطة.

آثار الجزائر غنية بالآثار التي تعود إلى عصور ما قبل التاريخ للاستيطان البشري. تحتوي الجزائر على العديد من الآثار الرومانية وهي غنية بآثار الفن الإسلامي.

## بقايا مغاليثية
يوجد في الجزائر العديد من البقايا الجندلية، والتي عُثر على كل نوع معروف منها تقريبًا في البلاد. اكتشف العديد من أحجار الصوان من العصر الحجري القديم، ولا سيما في تلمسان والقليعة . بالقرب من الجلفة، في الأطلس الصحراوي، وفي مشرع الصفاء(1)، شبه جزيرة في وادي مينا ليست بعيدة عن تيارت، توجد أعداد كبيرة من الآثار الصخرية.
من بين ثقافات ما قبل التاريخ في المنطقة، الحضارة القبصية، التي توجد أكوامها الصدفية في جميع أنحاء الشمال.

## المواقع الشهيرة

### إيمدغاسن

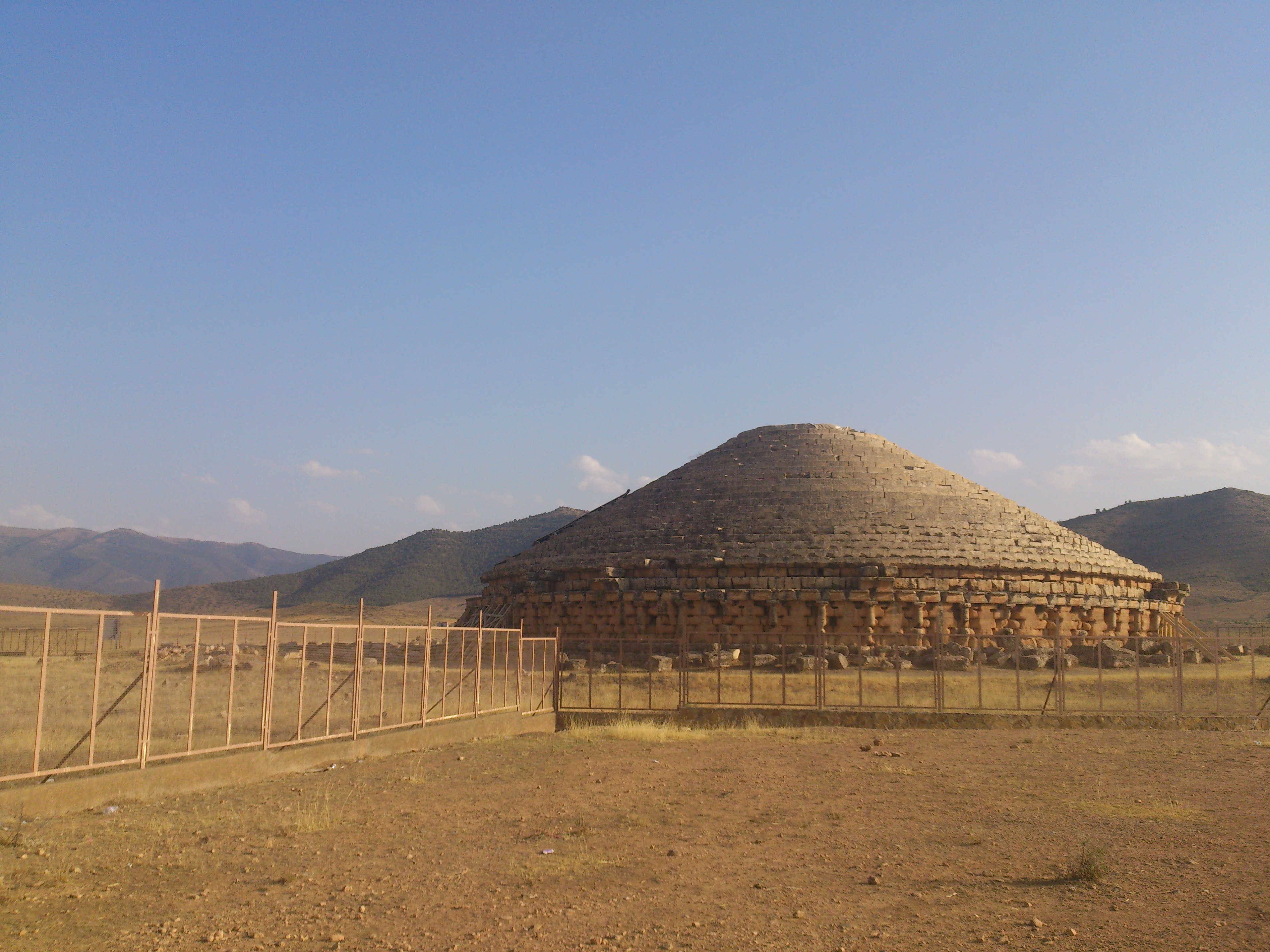
مقبرة على شكل جثوة في إيمدغاسن.

إيمدغاسن نصب تذكاري مشابه لقبر الرومية، لكنه أقدم. بُني حوالي عام 150 قبل الميلاد كمكان دفن الملوك النوميديين، ويقع على بعد 35 ميل (56 كـم) جنوب غرب قسنطينة. ذو شكل مخروط مقطوع، موضوع على قاعدة أسطوانية، قطره 196 قدم (60 م) . وعلوه 60 قدم (18 م). الأعمدة التي تحيط بالجزء الأسطواني متقزمة وأعرض بكثير في القاعدة من القمة. لحقت أضرار جسيمة بالعديد من الأعمدة البالغ عددها 60. عندما افتتح باوشتيه، ضابط مهندس فرنسي، غرفة القبر عام 1873، عُثر على دليل واضح على أن القبر قد نُهب في وقت ما ووجود محاولة تدميره بالنيران.

### قبر الرومية
قبر الرومية - اشتهر باسمه الفرنسي (بالفرنسية: Tombeau de la Chrétienne)، ترجمة حرفية 'قبر السيدة المسيحية'‏، وشاع أنه مكان دفن فلوريندا، الابنة الجميلة والتعيسة للكونت يليان - بالقرب من القليعة، ومن المعروف أنه قبر الملك الموريتاني يوبا الثاني وزوجته كليوباترا سيليني، ابنة مارك أنطوني وكليوباترا، ملكة مصر. بُني على تل بارتفاع 756 قدم (230 م) فوق سطح البحر. يرتكز مبنى حجري دائري يعلوه هرم على منصة سفلية، بمساحة 209 قدم (64 م) مربع.
في الأصل كان النصب مرتفعًا حوالي 130 قدم (40 م)، لكنه تعرض لأضرار تعسفية. يبلغ ارتفاعه الآن 100 قدم 8 بوصة (30.68 م) : الجزء الاسطواني 36 قدم 6 بوصة (11.13 م) الهرم 64 قدم 2 بوصة (19.56 م) القاعدة 198 قدم (60 م) بقطر 60 عمودًا أيونيًا. اختفت تيجان الأعمدة، لكن احتفظ بتصميمها ضمن رسومات المسافر الأفريقي جيمس بروس.
يوجد في وسط القبر غرفتان مقببتان يمكن الوصول إليهما عن طريق ممر حلزوني أو رواق بعرض 2 متر، بنفس الارتفاع تقريبًا، وبطول 149م . غرف القبر مفصولة بممر قصير، ويتم فصلها عن الرواق بأبواب حجرية مصنوعة من لوح واحد يمكن تحريكه للأعلى وللأسفل بواسطة رافعات، مثل الباب المنزلق. أكبر الغرفتين طولها 43 متر وعرض 3.4 متر وعلو 3.4 متر. الغرفة الأخرى أصغر إلى حد ما.
نُهب القبر في السابق، ربما بحثًا عن الكنز. في عام 1555، قام صلاح ريس، باشا من الجزائر العاصمة، بتعيين رجال للعمل على هدمها، لكن السجلات تقول أن المحاولة توقفت لأن الدبابير السوداء الكبيرة جاءت من تحت الحجارة ولسعتهم حتى الموت. في نهاية القرن الثامن عشر، حاول بابا محمد عبثًا تدمير القبر بالمدفعية. في عام 1866 استكشف بأمر من الإمبراطور نابليون الثالث، وقام بتنفيذ العمل أدريان بيربروغر وأوسكار ماكارثي .

### لجدرات

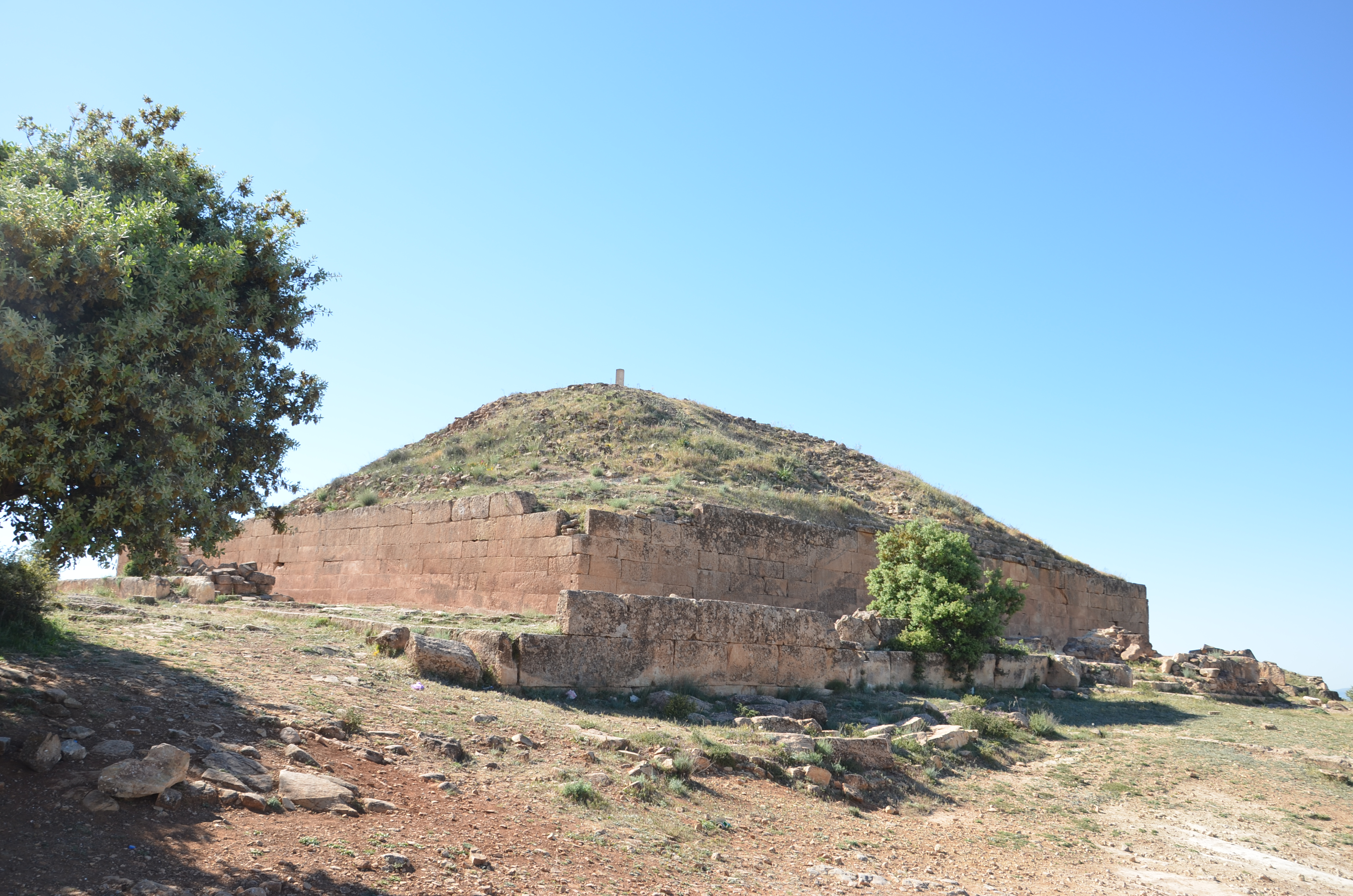
لجدار في فرندة.

لجدار ("الجدران" أو "المباني" العربية) هو الاسم الذي يطلق على عدد من الآثار القبرية المشيدة على قمم التلال. في كل حالة منصة مستطيلة أو مربعة يعلوها هرم. يعود تاريخ المقابر إلى القرن الخامس إلى القرن السابع من العصر المسيحي، وتقع في مجموعتين متميزتين بين تيارت وفرندة. يوجد في فرندة، التي حافظت إلى حد كبير على طابعها الأمازيغي القديم، العديد من الدُلمنات ومنحوتات ما قبل التاريخ الصخرية في الجوار.

### طاسيلي ناجر

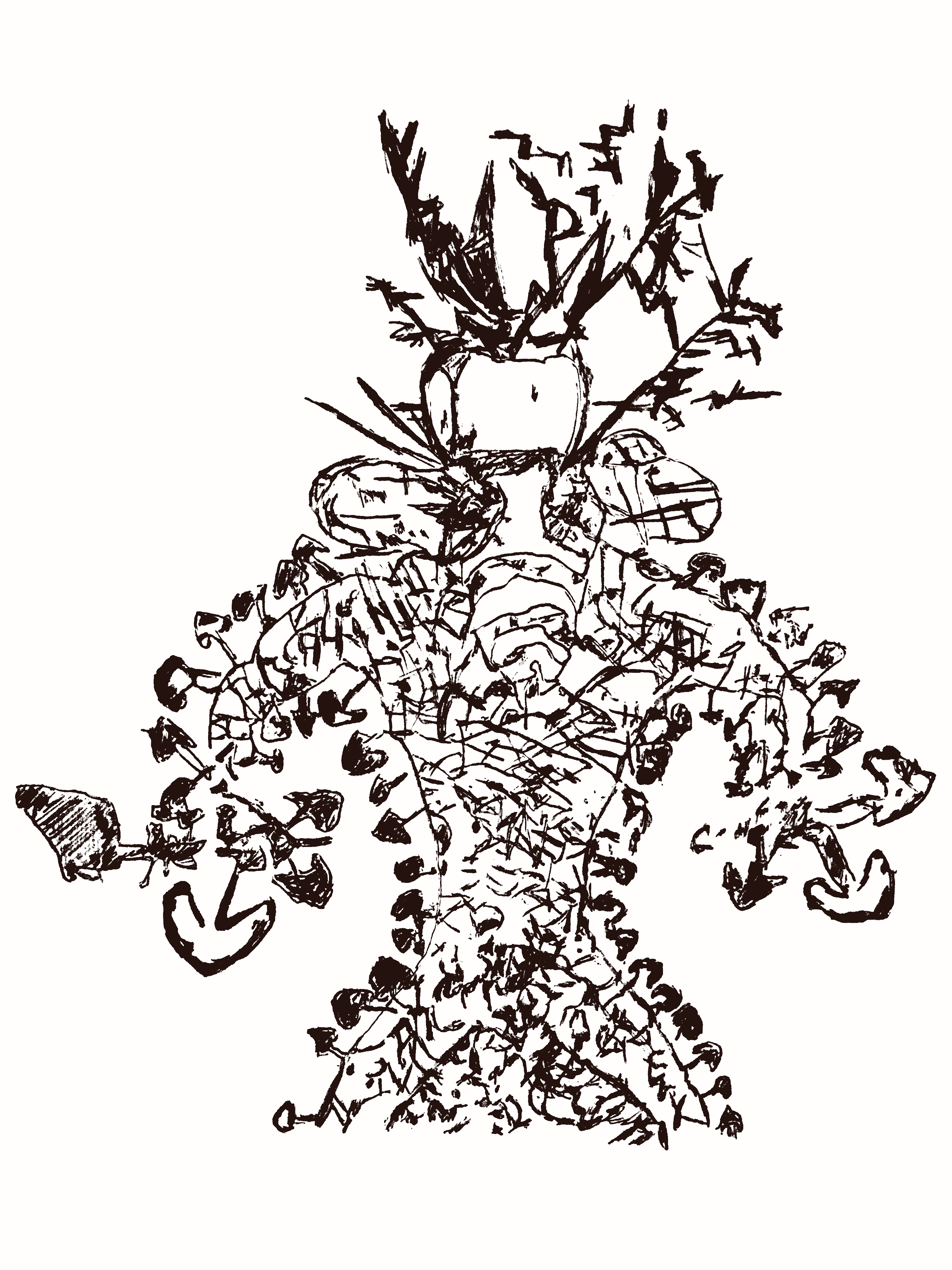
استنساخ مجهول لرجل فطر تاسيلي ماتالم أمازار عثر عليه في طاسيلي.

طاسيلي ناجر هي حديقة وطنية في الصحراء الكبرى، تقع على هضبة شاسعة في جنوب شرق الجزائر، تغطي مساحة تزيد عن 72 000 كم2. لديها واحدة من أهم مجموعات فن الكهوف ما قبل التاريخ في العالم، وتم إدراجها في قائمة اليونسكو لمواقع التراث العالمي في عام 1982.
تشتهر طاسيلي ناجر في حضارة العصر الجديد بفنها الصخري الفطري، والرسومات البدائية والمتقنة للفطر المخدر التي تلمح إلى الاستهلاك الشاماني لتلك النباتات من قبل السكان الأصليين لهذه الأرض.

### مواقع أخرى
- الغيشة : نقوش صخرية عين سفيسيفة
- سيدي مخلوف : نقوش صحرية الحصباية ، الرميلة
- الأغواط : نقوش صخرية الميلق
- تاجرونة : نقوش صخرية عين المزابي
- لامبيسا
- تبسة
- تيبازة
- تيمقاد ( بومبي أفريقيا ) [13]
- ثيبيرسيكوم ( Thubursicum ): [13] مسرح روماني محفوظ جيدًا
- قلعة بني حماد (تحتوي على ثاني أقدم مئذنة في البلاد) [13]

## الاكتشافات الحديثة
في عام 2009، عندما تم إغلاق ساحة الشهداء في الجزائر العاصمة لبناء محطة مترو الأنفاق، وجد علماء الآثار الجزائريون والفرنسيون كنيسة (مسيحية) من القرن الخامس أسفل طبقات من الخرسانة.
في نوفمبر 2018، أعلن علماء الآثار في الجزائر عن اكتشاف، في موقع عين بوشريط بالقرب من سطيف، ما يبدو أنه أدوات حجرية (على غرار الأولدوانية) وعظام حيوانات مقطوعة يعود تاريخها إلى 2.4 مليون سنة. حوّل هذا الاكتشاف عين بوشريط إلى أقدم موقع بشري معروف اليوم، وهزّ نظرية شرق إفريقيا كونها مهد الإنسانية.

## الهوامش
- 1: معقل الحجارة المسطحة
- 2: